# Geoffrey Howe

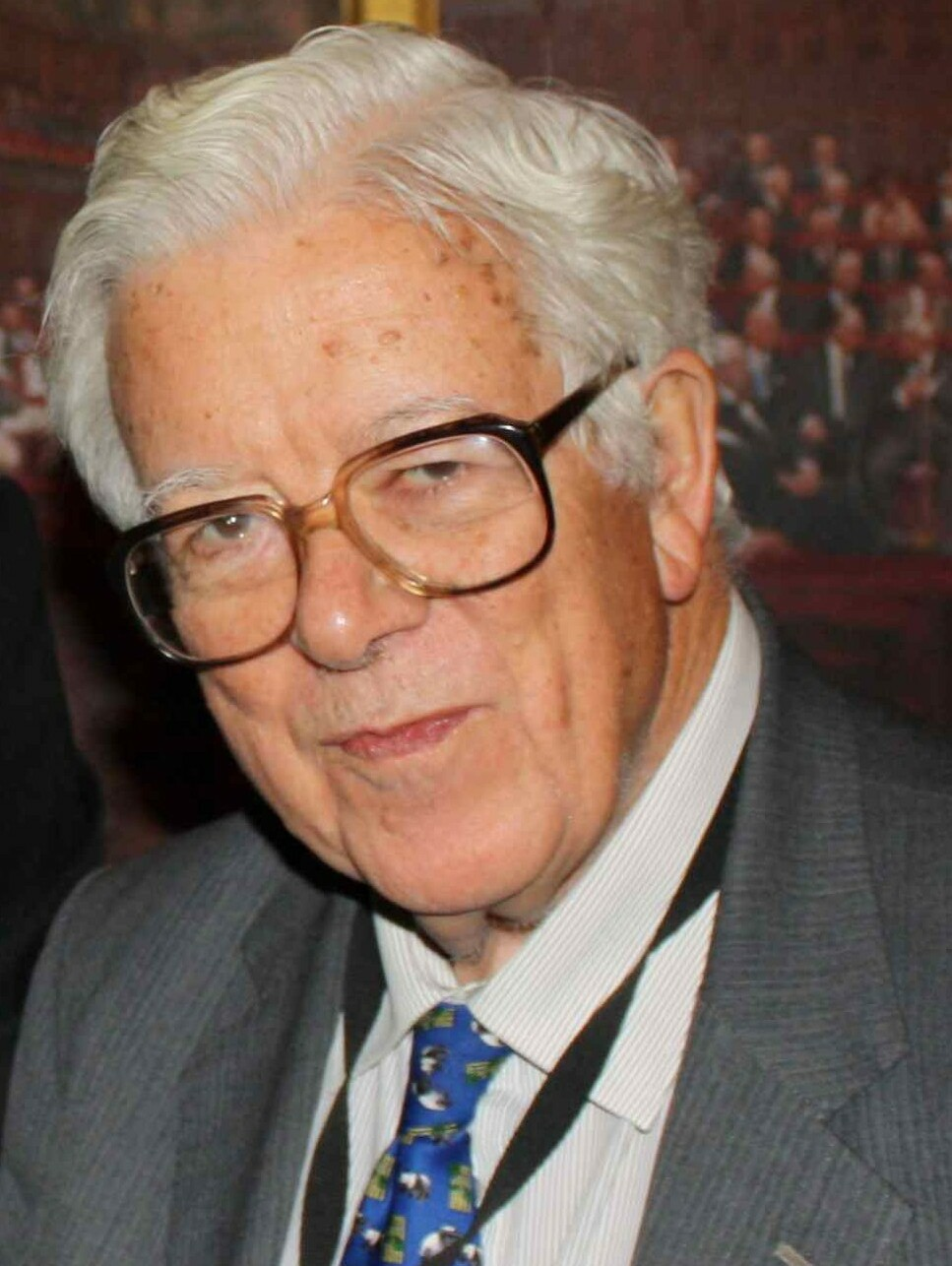
Geoffrey Howe, Baron Howe of Aberavon (2011)

Richard Edward Geoffrey Howe, Baron Howe of Aberavon, CH, Kt, PC, QC (* 20. Dezember 1926 in Port Talbot, Wales; † 9. Oktober 2015 in Idlicote, Warwickshire), allgemein bis 1992 als Sir Geoffrey Howe bekannt, war ein britischer konservativer Politiker.
Er war Margaret Thatchers dienstältester Minister, der die Posten des Schatzkanzlers und des Außenministers innehatte und zuletzt auch stellvertretender Premierminister war. Sein Rücktritt am 1. November 1990 wurde gemeinhin als Beschleunigung von Thatchers eigenem Sturz drei Wochen später angesehen.

## Leben
Howe studierte am Winchester College und am Trinity Hall in Cambridge Jura. Von 1946 bis 1948 diente Howe als Leutnant der britischen Nachrichtentruppe in Ostafrika. 1952 wurde er als Anwalt zugelassen und wurde 1965 Kronrat. In den 1960er Jahren wurde er Vorsitzender der Bow Gruppe, einer Denkfabrik junger Modernisierer innerhalb der Konservativen und gab das Magazin „Crossbow“ heraus.
Howe vertrat den Wahlkreis Bebington im Unterhaus von 1964 bis 1966. In dieser Periode wurde er von 1965 bis 1966 Oppositionssprecher für Arbeits- und Sozialangelegenheiten. Von 1970 bis 1974 vertrat er den Wahlkreis Reigate, zwischen 1974 und 1992 Surrey East. 1970 wurde er zum Knight Bachelor geschlagen und zum Vizegeneralstaatsanwalt in Edward Heaths Kabinett berufen. Damit hatte er es bereits zu einem der beiden Kronanwälte in England und Wales gebracht. 1972 wurde er Staatsminister für Handel und Verbraucherschutz im Industrie- und Handelsministerium mit Kabinettssitz, eine Funktion, die er bis zur Machtübernahme von Labour im März 1974 innehatte.
Während der Oppositionszeit der Konservativen von 1974 bis 1979 war Howe 1975 einer der Konkurrenten von Margaret Thatcher um den konservativen Parteivorsitz. In der entscheidenden Wahlrunde im Februar 1975 erhielt Thatcher 146 von 274 abgegebenen Stimmen und Howe kam auf 19. Thatcher wurde gewählt und berief ihn anschließend zum Schattenschatzkanzler. Er war geistiger Vater für die Entwicklung einer neuen Wirtschaftspolitik, die in einem Mini-Manifest der Opposition unter dem Titel Der richtige Ansatz in der Ökonomie niedergelegt wurde. Labour-Schatzkanzler Denis Healey beschrieb den Angriff seines Tory-Gegenspielers als die „wütende Attacke eines toten Schafs“.
Mit dem konservativen Sieg bei den Unterhauswahlen 1979 wurde Howe selbst zum Schatzkanzler berufen. Seine Amtszeit war charakterisiert von radikalen Schritten zur Sanierung der öffentlichen Finanzen, zur Bekämpfung der Inflation und zur Liberalisierung der Wirtschaft. Der Wechsel von direkter zu indirekter Besteuerung, die Entwicklung einer mittelfristigen Finanzplanung, die Abschaffung von Devisenkontrollen und die Schaffung von steuerfreien Unternehmenszonen waren einige seiner bedeutendsten Entscheidungen während seiner Amtszeit als Schatzkanzler. Einige Kommentatoren betrachten ihn als den erfolgreichsten Schatzkanzler seiner Ära.
Nach den Unterhauswahlen 1983 berief Thatcher Howe als Nachfolger von Francis Leslie Pym zum Außenminister, eine Funktion, die er über sechs Jahre einnahm und sehr genoss. Er entfaltete eine enge Arbeitsbeziehung zu seinem Amtskollegen in den USA, George Shultz, in der sich das Duo Reagan-Thatcher aufeinander abstimmte. Howe verhandelte mit der Regierung der Volksrepublik China die 1984 unterzeichneten Verträge zur Rückgabe der britischen Kronkolonie Hongkong an die Volksrepublik China.

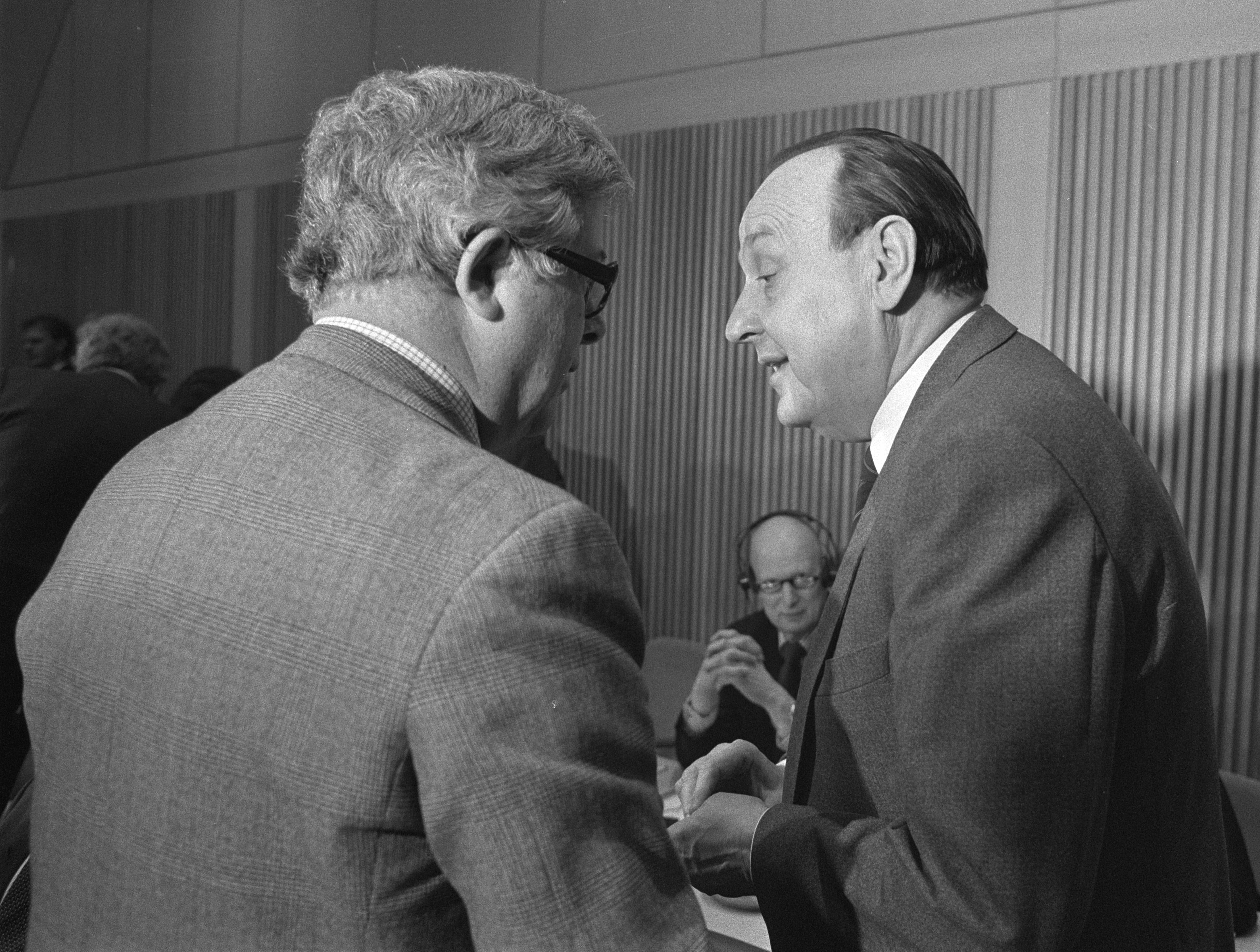
Außenminister Howe im Gespräch mit seinem deutschen Amtskollegen Hans-Dietrich Genscher im Jahr 1986

Gestützt auf seine überzeugte Treue zur NATO entfaltete Howe eine diplomatische Offensive gegenüber den Staaten des Warschauer Pakts, in denen er die Verpflichtungen aus der Akte von Helsinki hinsichtlich der Menschenrechte und Grundrechte auf Freizügigkeit einforderte. In seine Amtszeit als Außenminister fiel der Besuch des sowjetischen Präsidenten Michail Gorbatschow in Großbritannien. Hinter den Kulissen wuchsen die Spannungen zwischen Howe und der Premierministerin vor allem bei den Themen der Haltung zu Südafrika und der Beziehungen Großbritanniens zur Europäischen Union. Im Juni 1989 verabredeten Howe und sein Nachfolger als Schatzkanzler, Nigel Lawson, im Geheimen, mit ihrem Rücktritt zu drohen, falls Thatcher die britische Mitgliedschaft im Wechselkursmechanismus im Europäischen Währungssystem ablehnen sollte.
Im Folgemonat Juli 1989 wurde der noch unerfahrene John Major unerwartet Howes Nachfolger als Außenminister. Howe selbst wurde zum Lordpräsidenten des Privy Council, stellvertretender Premierminister und Leader of the House of Commons berufen. Die Regierungsumbildung war ein kommunikatives Desaster; Howe wurde zwar der Posten eines Innenministers angeboten, den er jedoch ablehnte. Howes Rückkehr in die Innenpolitik wurde allgemein als Zurücksetzung wahrgenommen, insbesondere nachdem Thatchers Pressesprecher Bernard Ingham die Bedeutung des Vizepremierministers beim morgendlichen Pressebriefing am nächsten Tag herunterspielte. Die skeptische Haltung in der Downing Street gegenüber Howe wurde allgemein als politische Schwächung angesehen – selbst wenn es durch die Furcht, ihn als möglichen Nachfolger zu fördern, bedingt war – ein Problem, das durch den Rücktritt von Nigel Lawson im gleichen Jahr noch komplizierter wurde. Während seiner Zeit als stellvertretender Premierminister rief Howe Thatcher mehrmals zu einer Überprüfung ihrer Regierungslinie auf, die unter der steigenden Unpopularität wegen der Poll Tax, der Kopfsteuer, litt, hin zu einer „zuhörenden Regierung“, die ökonomischen und sozialen Liberalismus zu Hause mit einer internationalistischen Außenpolitik verbinden sollte.
Unter dem wachsenden Druck an verschiedenen Fronten auf Thatcher dank der Isolation der Premierministerin nach der Sitzung des Europäischen Rates in Rom, bei der sie erklärte, dass Großbritannien niemals der Einheitswährung Euro beitreten werde, trat Howe am 1. November 1990 zurück. In seinem Rücktrittsschreiben griff er ihre Position bezüglich Europa und ihren Umgang mit den europäischen Partnern an. In einer treffenden Rücktrittsrede im Unterhaus am 13. November bot er den staunenden Parlamentariern eine Cricket-Metapher für die britischen Verhandlungen in Europa an: „Es ist, als ob man seinen Schlagmann an die Linie schickt, nur damit das Team vor den ersten Bällen herausfindet, dass ihre Schläger vom Teamkapitän zerbrochen worden sind.“ Er rief andere auf, „ihre eigene Antwort für den tragischen Loyalitätskonflikt zu suchen, mit dem ich vielleicht zu lange gerungen habe.“ Howes Angriff wurde vielfach als ein wichtiger Faktor für die katalytische Wirkung von Michael Heseltines Herausforderung wenige Tage später und dem am 22. November 1990 erfolgten Rücktritt Thatchers nach dem ersten Wahlgang angesehen.
Zwei Jahre später zog sich Howe aus dem Unterhaus zurück und wurde auf Lebenszeit zum Baron Howe of Aberavon, of Tandridge in the County of Surrey, erhoben und dadurch Mitglied des House of Lords. Kurz darauf veröffentlichte er seine Memoiren unter dem Titel „Loyalitätskonflikt“. Er übernahm eine Reihe von Aufsichtsratsposten im Geschäftsleben und Beraterfunktionen in der Jurisprudenz und Wissenschaft, einschließlich den eines internationalen politischen Beraters der großen US-Anwaltssozietät Jones Day. Seine 2022 gestorbene Ehefrau Elspeth Howe, eine frühere Vorsitzende der Rundfunkkommission, wurde 2001 als Baroness Howe von Idlicote aus eigenem Recht zur Adeligen erhoben.
Lord Howe war seit 1965 Mitglied der UK Metric Association, einer Lobbygruppe, die für die vollständige Einführung des metrischen Systems in Großbritannien plädiert. Er war ein enger Freund von Ian Gow, dem früheren parlamentarischen Privatsekretär und persönlichen Vertrauten von Margaret Thatcher, der von der IRA im Sommer 1990 ermordet wurde.
Am 19. Mai 2015 trat Howe gemäß den Regelungen des House of Lords Reform Act 2014 freiwillig in den Ruhestand und schied aus dem House of Lords aus.

## Ehrung
Die kommunistische Partei Chinas würdigte ihn als Alten Freund des chinesischen Volkes.

## In der Populärkultur
In dem Film Die Eiserne Lady aus dem Jahr 2011 wurde er von dem Schauspieler Anthony Head und in der vierten Staffel der Netflix-Serie The Crown aus dem Jahre 2020 von Paul Jesson verkörpert.